# وومن
«وومن» (بالإنجليزية: Women)‏ هي أغنية من إصدار فرقة الهارد روك البريطانية ديف ليبارد في 1987 من الألبوم هستيريا. كانت الأغنية أول إصدارات الأغاني المنفردة من الألبوم في الولايات المتحدة. أُصدرت الأغنية أيضاً كأغنية منفردة في كندا، وأستراليا، واليابان، وكانت جزءاً من أغنية منفردة ذات وجهين أ مع «أنيمال» في ألمانيا. في معظم أنحاء العالم الأخرى، كانت «أنيمال» أولى الأغاني المنفردة التي أُصدرت من الألبوم.
كتبت أغنية الوجه ب للأغنية المنفردة، «تير إت داون»، أثناء فترة تسجيل بعد إكمال الألبوم هستيريا، حيث وضعت الفرقة عدة أغانٍ كان من المخطط لها أن تكون أغاني الوجه ب لأغاني هستيريا المنفردة. بالتالي، حصلت الأغنية نفسها على بث إذاعي على الهواء وغُنيت لاحقاً من قبل الفرقة في عرض مباشر في جوائز إم تي في للأغاني المصورة.
أعادت الفرقة لاحقاً تسجيل «تير إت داون» من أجل ألبومها التالي، أدرينالايز.
تركز الأغنية المصورة لـ«وومن» على صبي يقرأ قصة مصورة خارج مستودع مهجور بينما تقوم الفرقة بالغناء داخله. تبرز القصة المصورة، المعنونة بـ«ديف ليبارد آند ذا وومن أوف دوم!» بطلاً متزلجاً يدعى ديف ليبارد، الذي يسافر إلى كوكب بعيد ويقاتل فضائيين أشراراً لتحرير آليات أنثيات.
«وومن» هي الأغنية الوحيدة من بين أغاني هستيريا المنفردة التي لم تظهر في الألبوم التجميعي فاولت. مع ذلك، ظهرت الأغنية في القرص الثاني من روك أوف إيجز: ذا ديفينيتف كوليكشن.

## اللوائح
| اللائحة (1987)                 | أعلى مركز |
| ------------------------------ | --------- |
| بيلبورد هوت 100 الأمريكية      | 80        |
| بيلبورد هوت أغاني الروك السائد | 7         |